# Hypena obstupidalis
Hypena obstupidalis là một loài bướm đêm trong họ Erebidae.